# Христо Шундуровски
Христо (Ристе) Илиев Христов (Ристев) Шундуровски е български революционер, битолски селски войвода на Вътрешната македоно-одринска революционна организация.

## Биография
Христо Шундуровски е роден на 25 октомври 1880 година в битолското село Мало Илино, тогава в Османската империя. Остава самоук и се занимава с млекарство. Присъединява се към ВМОРО като куриер, а по-късно ръководи селската чета от Мало Илино. С нея участва в Илинденско-Преображенското въстание